# José María Cidoncha
José María Cidoncha Molina (Badajoz, 19 de abril de 1970), más conocido como Cidoncha, es un exfutbolista y entrenador español. Actualmente entrena a la A. D. Llerenense del Grupo XIV de la Tercera Federación.

## Hitos
Fue uno de los goleadores (junto a Israel González) de la noche del 13 de diciembre de 2000 y eliminar al Real Madrid en treintaidosavos de final de la Copa del Rey en el encuentro disputado en el Salto del Caballo por 2-1.

## Clubes

### Como jugador
| Club                  | País   | Año       |
| --------------------- | ------ | --------- |
| Atlético Madrileño    | España | 1990-1992 |
| C. D. Badajoz         | España | 1992-1994 |
| Real Valladolid C. F. | España | 1994-1995 |
| Almería C. F.         | España | 1995-1996 |
| Málaga C. F.          | España | 1996-1997 |
| Real Jaén C. F.       | España | 1997-1998 |
| Jerez C. F.           | España | 1998-2000 |
| C. D. Toledo          | España | 2000-2001 |
| C. D. Badajoz         | España | 2001-2003 |
| Real Jaén C. F.       | España | 2003-2005 |
| C. D. Linares         | España | 2005-2009 |

### Como entrenador
| Club                  | País   | Año       |
| --------------------- | ------ | --------- |
| S. P. Escañolense     | España | 2013-2014 |
| Baeza C. F.           | España | 2014-2015 |
| Racing Valverdeño     | España | 2019-2020 |
| C. D. Badajoz Juvenil | España | 2021-2022 |
| CD Extremadura 1924   | España | 2022-2024 |
| A. D. Llerenense      | España | 2025-Act. |